# 南宁南站
南宁南站是位于广西壮族自治区南宁市江南区的铁路车站，邮政编码530045。车站建于1952年，有湘桂铁路和邕南铁路（南宁铁路枢纽南环线）经过该站，现仅办理货运，不办理客运业务，车站及其上下行区间均电气化。车站距离衡阳站803公里，隶属南宁铁路局，是二等站。
南宁南站规模二级四场编组站，衔接湘桂铁路、南昆铁路和南防铁路方向：其中南场、编组场和北场并列布置，分别设有8条、26条、7条股道；峰前到达场位于主站场西侧，设有8条股道。